# 提督たちの反乱

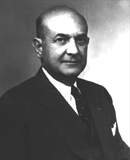
騒動の中心人物の1人、ルイス・A・ジョンソン第2代国防長官

提督たちの反乱（ていとくたちのはんらん、Revolt of the Admirals）は、1940年代後半に数名のアメリカ海軍高官が政府の計画に対して公に反対を示した事件。

## 事件の背景

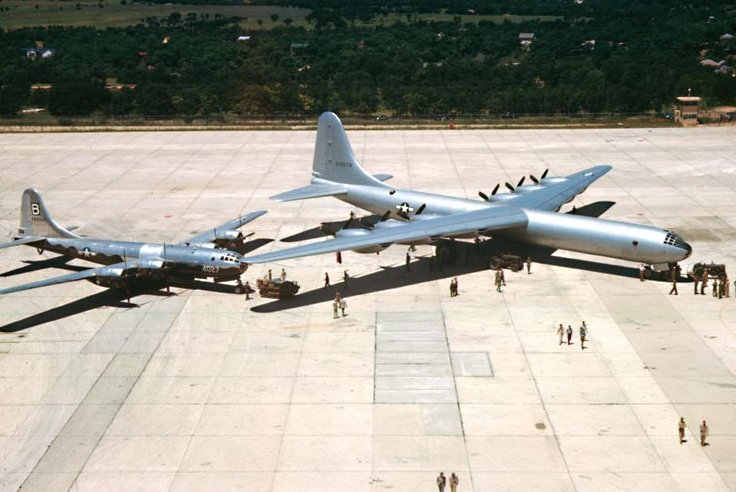
空軍が核兵器時代における戦略爆撃任務を担う機体として開発を推進した長距離戦略重爆撃機B-36

「反乱」の原因となった論争は数年間に渡って続いていたが、1949年に最高潮に達し、ジョン・ローレンス・サリヴァン海軍長官の辞任やルイス・デンフェルド海軍作戦部長の解任につながった。
1943年11月、ジョージ・C・マーシャル将軍は陸軍省と海軍省の戦後の統合を提案した。この提案は後に「統合論争」へとつながり、1947年に国家安全保障法が制定される。同法によって国家安全保障会議（National Security Council, NSC）、中央情報局（Central Intelligence Agency, CIA）、アメリカ空軍が創設された。
陸軍航空軍を分離・独立させる形で新設された空軍は、戦略爆撃の重要性、特に核兵器を用いた爆撃というオプションは、将来起こりうる戦争に勝利するために必要であり、敵対国家・勢力に真珠湾攻撃のような奇襲攻撃の決行をも思いとどまらせることができると主張した。そのため、空軍は長距離戦略重爆撃機による編隊創設を要求し、高官たちはB-36 ピースメーカーの開発に端を発する一連のプロジェクトこそが多額の資金投入を受けるべきであると主張した。
この空軍側の主張に対して、海軍高官たちは真っ向から反対した。太平洋戦争における航空母艦による戦場の圧倒的な支配の経験から、彼らは連邦議会に「超大型空母（スーパー・キャリア）」と支援の戦闘群からなる大型艦隊の編制を求め、手始めとして空母ユナイテッド・ステーツの建造に資金を投入するよう要求した。海軍高官たちは戦略爆撃のみで戦争を勝つことはできなかったと主張し、将来の戦争で核兵器を広範囲に使用することは「不道徳」であると主張した。
ユナイテッド・ステーツは当初、最大重量10万ポンド・航続距離2,000マイルの航空機を運用することを想定して設計された。この10万ポンドという値は、当時のあらゆる核兵器を搭載・運用することが可能なものであった。ユナイテッド・ステーツ級の当初計画案では、8隻の空母がそれぞれ14機の爆撃機を搭載し、1機当たり8回の飛行が可能となる燃料を搭載できるよう設計されていた。設計通りの能力が付与・発揮されれば、ユナイテッド・ステーツに搭載される爆撃機は、再補給が必要となる前に合計112発の核兵器を投下することが可能な計算だった。また、当時の海軍航空部門のトップであったマーク・ミッチャー中将は、1946年1月8日に「16機から24機の航空機を搭載し、1機当たり4回から6回の飛行を行える」能力を付与することを提言している。いずれにせよ、海軍高官たちはこのユナイテッド・ステーツ級8隻の建造計画に向こう5年間で多額の資金を投入すべきであると主張し、空軍高官たちのB-36に関する主張と真っ向から対立した。

## 「ユナイテッド・ステーツ」の建造中止

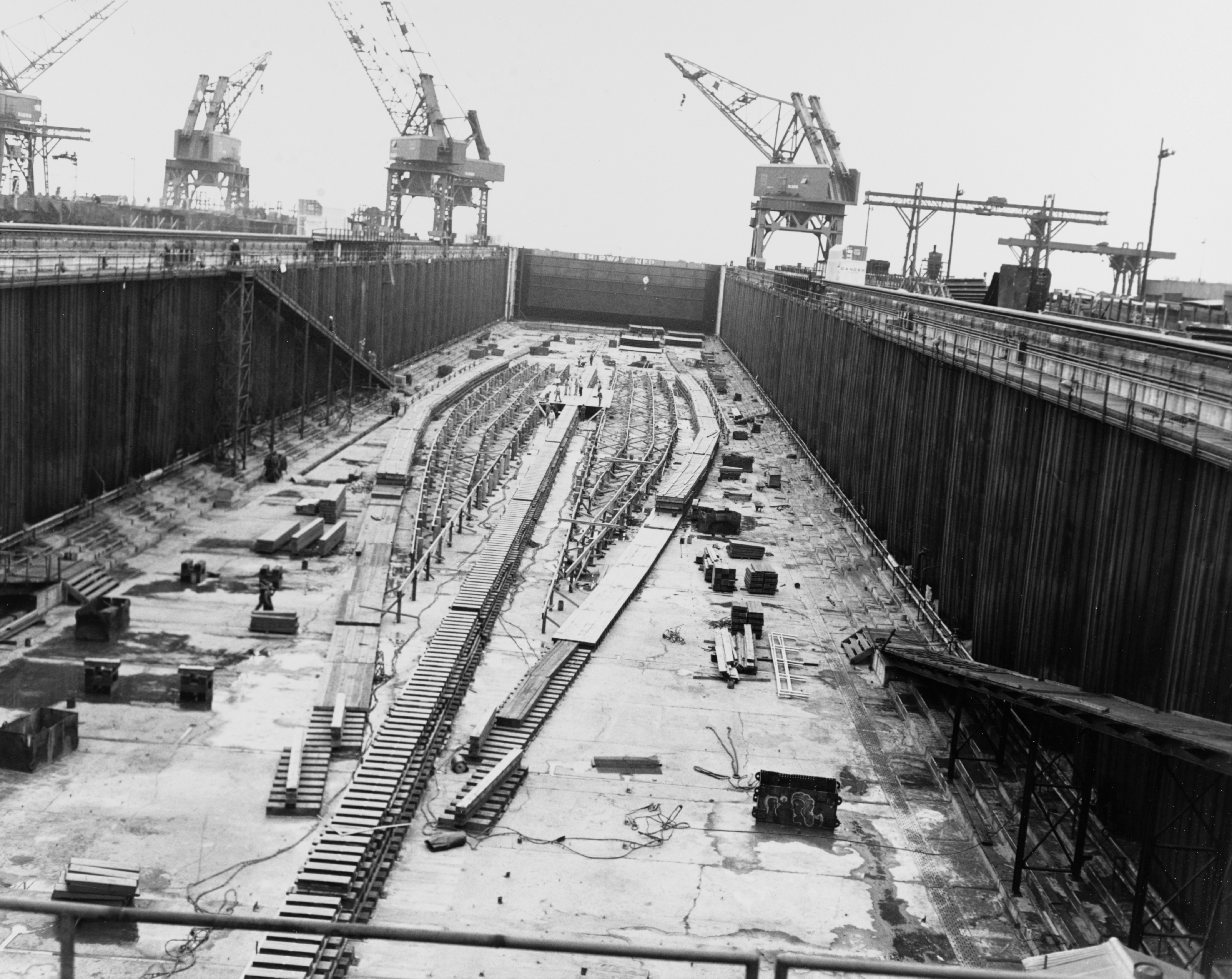
乾ドックの中の「ユナイテッド・ステーツ」の竜骨。「ユナイテッド・ステーツ」および姉妹艦のキャンセルが「提督たちの反乱」の主要因であった。

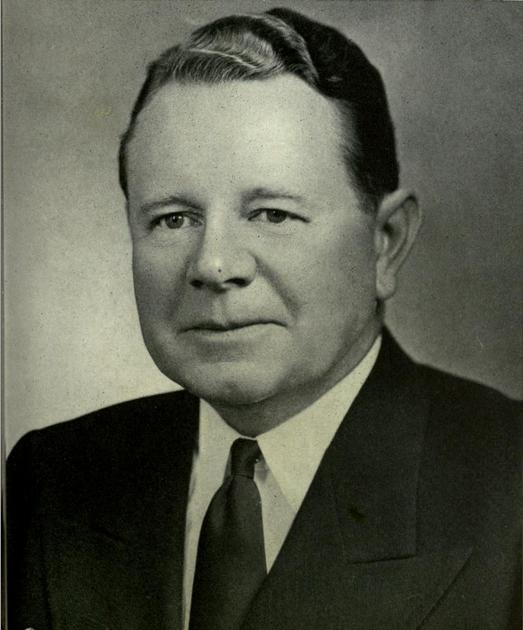
ジョンソンの独断による「ユナイテッド・ステーツ」建造中止決定に抗議して辞任したジョン・L・サリバン海軍長官

初代国防長官にして前海軍長官のジェームズ・フォレスタルは、海軍側の立場に立って「ユナイテッド・ステーツ」の建造を承認、支援した。しかしながら、空軍側との対立などに悩まされ心労が重なった彼は、1949年3月28日に健康上の問題（精神を病んだと言われる）で辞任し、トルーマン大統領と近く同大統領の国防費削減・抑制策を支持していたルイス・A・ジョンソンが後任となる。
ジョンソン新国防長官は、前任者のフォレスタルとは一転、空軍側の立場に立ってこれを支援したが、軍事に無知だとして制服組から嫌われてしまった。就任から未だ1ヶ月と経たない4月23日、ジョンソンは議会に諮ることなくユナイテッド・ステーツの建造取消しを命じた。このジョンソンの独断に対し、サリバン海軍長官を筆頭に多くの海軍高官が抗議の意を表し辞任した。またその数日後、ジョンソンは今度は海兵隊が有する航空アセット（航空部門の設備・要員）の空軍への移管を発表したが、この計画は議会での騒動の中静かに中断された。海軍の航空母艦は、空軍が管理・コントロールできない航空設備であったため空軍からは嫌われており、また空軍の計画担当者たちは「これからの核兵器の時代にあって航空母艦は時代遅れだ」と考えていた。空軍支持派だったジョンソン長官は、空母調達を制限することが彼やトルーマン大統領の考える国防費の削減・抑制策にも合致すると考えたこともあり、海軍の空母調達をできる限り制限しようと試みた。
ジョンソンの独断による「ユナイテッド・ステーツ」建造中止決定という「劣勢」の中、海軍側ではジョンソンや空軍側の計画を批判する動きが強まっていた。アーレイ・バーク大佐によって率いられた研究グループ“Op-23”は、B-36の性能及び運用に関する批判的資料を集め始め、その後間もなくして「匿名の怪文書」が出回った。その文書では、B-36を「10億ドルの大失敗」であると批判するとともに、契約者側が不正を行っている旨糾弾する内容が記されており、特にジョンソン国防長官については「コンソリデーテッド・バルティ社の重役として、その生産に個人的な興味を持っていた」と癒着や汚職をも疑わせる内容が記されていた。また、サタデー・イヴニング・ポスト誌にダニエル・V・ギャラリー海軍少将が発表した一連の記事によって、状況は更に悪化した。連載の最後には「彼らに海軍を沈めさせるな！」と非常に扇動的な文章が掲載され、これを受けてジョンソン長官は、ギャラリー少将を不服従の罪で軍法会議にかけるよう要求した。ギャラリーは軍法会議にかけられることは免れたものの、その影響で中将への昇進の道を断たれ、海軍士官としてのキャリアを終えることとなった。

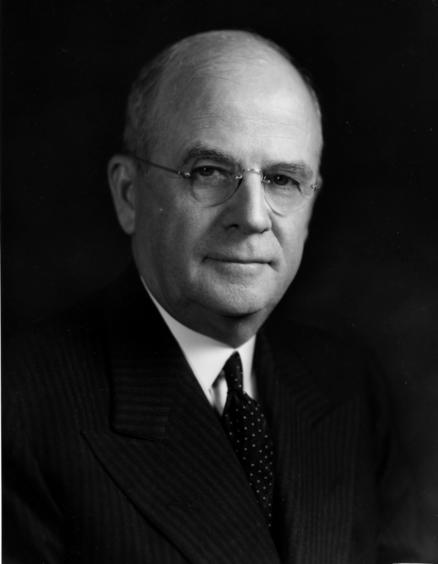
サリバンの後任であるフランシス・マシューズ海軍長官

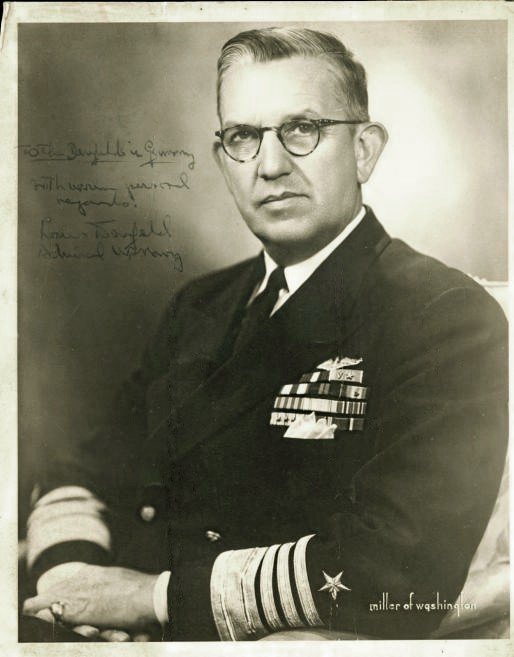
解任された海軍作戦部長ルイス・デンフェルド大将

1949年の末に、「提督たちの反乱」は1つの大きなクライマックスを迎えた。ジョンソンの独断に抗議して辞任したサリバン海軍長官の後任であるフランシス・マシューズ海軍長官は、この騒動の責任を問う形で複数の海軍将官たちを解任し、その中で今度は制服組のトップであるデンフェルド海軍作戦部長が解任される事態が起きた。

## 議会公聴会
この「提督たちの反乱」をめぐる一連の騒動については、海軍力の増強に尽力したことでも知られるカール・ヴィンソン下院議員が委員長を務める下院軍事委員会（HASC）が調査に乗り出し、公聴会を開いたうえでジョンソンをはじめ多くの当事者から意見・証言の聴取を行った。
下院軍事委員会が出した調査の最終報告書によれば、一部で疑われたジョンソン国防長官やスチュアート・サイミントン空軍長官（サイミントンもジョンソンと同様航空機業界の経営者出身だった）が航空機の調達に関連して不正を行ったり、賄賂等による蓄財を行った形跡は認められなかったと結論された。
B-36の性能をめぐっては、兵器システム評価グループ（Weapons Systems Evaluation Group、WSEG）を新設して評価を行うこととされた。WSEGの新設により、以後新規の兵器・装備を開発・調達する際には、1つの軍種が単独で提案した兵器・装備であっても、必ず国防総省や統合参謀本部の主導の下、四軍の間で統合的に評価を行うこととされた。
また、ユナイテッド・ステーツ級の建造計画中止をめぐっては、「大型空母は海軍の活動に必要な艦船である」と結論付けられ、海軍の悲願だった大型空母（スーパー・キャリア）の建造は議会の「お墨付き」を得た格好となった。さらにこの過程で、下院軍事委員会は、ジョンソンが行ったユナイテッド・ステーツの建造中止決定を支持する旨の証言を行った陸軍参謀総長・空軍参謀総長の2人について、その見識・資質に強い疑問符を投げかけるという極めて厳しい態度を示した。また同時に、ジョンソンの委員会や議会に事前に諮ることなく独断で建造中止を決定した行為に対して、「国防（総省）に限らず、各省庁の高官は、議会（の面々）のみならず自らの代表者である議員を通じて意思を表明する全てのアメリカ国民に対しても、義務と責任を負っている。当委員会は、公の問題についての意思決定が今回のように行われることは断じて容認できない。」と述べ、強い非難の意を表した。このようにジョンソンらユナイテッド・ステーツを建造中止に追い込んだ側に厳しい意見が突きつけられた一方で、海軍側でも“Op-23”の研究・調査開始から間もなくして出回った「匿名の怪文書」について、処分が下された。この怪文書は、海軍次官付の文民補佐官の1人だったセドリック・ワース（Cedric R. Worth）が作成・流布させたものであることが明らかになり、調査委員会はこの行為を理由にワースを解雇すべきであると勧告した。これを受けて、ワースは海軍部内における査問会議を経たうえで解雇された。
過去の騒動に判断・処分をつける一方で、下院軍事委員会は今回の騒動をめぐって浮き彫りになった「軍の統合的・一体的な管理運用」についても、一定の勧告・提言を行っている。委員会は、より効果的な四軍の統合を目指す動きを強く支持すると表明しながらも、同時に「統合を目指す動きがより大規模かつ拙速になり過ぎることがある」とも述べている。このことは、特に統合に積極的な陸軍・空軍側の動きに対して、ユナイテッド・ステーツ建造計画をめぐり対立した海軍側の抵抗を挙げ、「（妥協の余地の無いほど）厳格かつ強力な統合論者など国防総省内部には居ないだろう」という趣旨のことを述べているものと考えられている。
最終的に、下院軍事委員会はデンフェルド大将を海軍作戦部長から解任した判断は誤りだったと結論付けた。マシューズ海軍長官は「戦略方針や軍の統合に関する広範な見解の不一致」を理由に、1949年10月27日付でデンフェルド大将を解任しているが、本当は同大将が議会で行った証言の内容を受けての「報復人事」だったとし、「正統な議会制民主政治に対する挑戦」だとマシューズの行為を不当なものだったと断じた。